# بنزین (ترانه هالزی)
«بنزین» (به انگلیسی: Gasoline) ترانه‌ای از خواننده و ترانه‌سرای آمریکایی هالزی می‌باشد که توسط هالزی و لیدو نوشته شده است، همچنین لیدو تهیه‌کنندگی این آلبوم را بر عهده داشته است. این ترانه در نسخهٔ دیلوکس اولین آلبوم استودیویی وی سرزمین بد (۲۰۱۵) قرار گرفته و علیرغم اینکه فقط در این نسخهٔ سرزمین بد گنجانده شده و به عنوان یک تک‌آهنگ منتشر نشده است، با بیش از ۴۱۰ میلیون پخش، پرمخاطب‌ترین ترانهٔ آلبوم در اسپاتیفای می‌باشد و با بیش از ۱۴۰ میلیون بازدید، دومین ویدیو پربازدید آلبوم در یوتیوب است.